# Операција Марс
Операција Марс је била шифровано име за Другу ржевко-сичевску офанзивну операцију (рус. Вторая Ржевско-Сычёвская наступательная операция) коју су покренуле совјетске снаге против немачких снага током Другог светског рата. Одиграла се између 25. новембра и 20. децембра 1942 око ржевске избочине у близини Москве. Операција Марс изведена је координирано са операцијом Уран - окружењем немачке 6. армије код Стаљинграда. Међутим, за разлику од успеха у Стаљинграду, совјетска офанзива код Ржева није имала велики успјех .
Ова мало позната совјетска офанзива једна је од највећих битака Другог светског рата. Операцијом Марс заповедао је совјетски маршал Георгиј Жуков, којем је то најтежи пораз у војничкој каријери.
Ова офанзива је била заједничка операција Западног фронта и Калињинског фронта којом је координирао Георгиј Жуков. Она је била једна у низу нарочито крвавих окршаја које се заједно у совјетским и руским историографијама називају битке за Ржев, које су се одиграле око Ржева, Сичевке и Вјазме између јануара 1942. и марта 1943. Ове битке су постало чувене и као "Ржевска машина за млевење меса" (рус. Ржевская мясорубка) због огромних губитака у њој, нарочито на совјетској страни. Црвена армија је у операцији Марс имала више од стотину хиљада погинулих војника и 1800 уништених тенкова. Неуспех офанзиве код Ржева у новембру 1942. године је дуго година у послератној совјетској историографији маргинализован, а пажња је усмерена на тријумф код Стаљинграда.

## Совјетски планови
Црвена армија је у новембру 1942. године на југу Совјетског Савеза, код града Стаљинграда, почела операцију Уран којом је опкољена немачка 6. армија у граду. Но, много мање је позната истовремено предузета совјетска офанзива код града Ржева на средишњем делу фронта, североисточно од Москве, којом је совјетска војска намеравала опколити немачку 9. армију генерала Модела и довести у тешку позицију немачку групу армија Центар фелдмаршала Клугеа. Офанзива је носила шифровани назив операција Марс и за даљи ток рата је имала исту важност као и совјетска клешта код Стаљинграда.
Након годину и по дана дефанзиве Црвена армија је тим двема офанзивама требало да одсече и уништи две снажне немачке армије у тако остварити иницијативу на ратишту и преокрене ток рата. Најважнији совјетски командант Другог светског рата, Георгиј Жуков веровао је да је за остварење стратешке иницијативе пресудан успех Операције Марс, односно сламање немачке групе армија Центар на средишњем делу фронта у избочини код Ржева. Иза операције Марс требало је да следи офанзива под називом Јупитер, у склопу које је требало да буду уништене немачке снаге на подручју Смоленска. На југу је окружење немачке 6. армије у Стаљинграду, изведено под кодним називом операција Уран, требало да настави операција Сатурн усмерена на уништавање немачких снага код Ростова. Стаљин је одобрио Жуковљев предлог и именовао Жукова за команданта офанзиве код Ржева, док је окружење код Стаљинграда директно водио генерал Александар Васиљевски.
Њемачка избочина код града Ржева била је логичан избор за совјетски напад. Подручје је било површине 150 пута 150 километара, удаљено тек неколико стотина километара од Москве, а бранила га је њемачка 9. армија којом је командовао способни генерал Валтер Модел. Избочина је била добро утврђена, а на десном крилу природну су препреку чиниле реке Волга и Вазуза. За Операцију Марс Жуков је скупио око милион и девет стотина хиљада војника из састава Калињинског и Западног фронт и московске одбрамбене зоне са укупно 2 хиљаде тенкова и хиљаду авиона. Поређења ради за офанзиву на подручју Стаљинграда осигурано је око милион војника и знатно мање тенкова и авиона. Совјетска офанзива код Стаљинграда почела је 19. новембра, неколико дана прије почетка операције Марс како би се одвратила њемачка пажња од средишњег дела ратишта и присилили Немци да одвоје део снага групе армија Центар и пошаљу их на југ.

## Избочина код Ржева
Операција Марс је почела 25. новембра 1942. године истовременим нападом на све три стране немачке избочине. Тешке борбе су вођене на свим деловима фронта и у предграђима градова Ржева и Белог. Но, совјетски напредак у дубину њемачких линија био је занемарив, с изузетком успешног преласка залеђене ријеке Вазузе, на јужном делу ратишта. Након неуспешних совјетских покушаја пробоја линије фронта током прва три дана офанзиве, постало је јасно да офанзива неће успети, али упркос томе Жуков је инсистирао на наставку масовних напада на немачке положаје. Продужење офанзиве резултовало је огромним жртвама међу Црвеном армијом, а сликовити су и извештаји њемачких команданата с ратишта која говоре о пољима прекривеним телима совјетских војника.
Почетком децембра Немци успешно сламају очајнички совјетски покушај проширења мостобрана на ријеци Вазузи. Средином истог месеца, код града Белy, Немци чак успевају прећи у противнапад, наносећи тешке губитке совјетској 41. армији. На крају након три недеље борби, Операција Марс није испунила очекивања  што је постало јасно и Москви. Упркос Жуковљеву тражењу да се борбе наставе, Стаљин и совјетски главни штаб наређују пребацивање резервних снага с ржевског ратишта на југ као појачање снагама Васиљевског код Стаљинграда гдје су се догађаји за Совјете позитивно развијали. Заустављање Операције Марс је и за Вермахт било изузетно скупо. Неколико недеља касније генерал Модел је, свестан чињенице да немачке снаге не могу издржати још једну такву совјетску офанзиву, затражио и добио допуштење од њемачког врховног штаба за повлачење с избочине код Ржева.

## Игнорисање битке у историографији
Црна статистика која је пратила већину совјетских офанзива дошла је до изражаја у Операцији Марс; погинуло је више од стотину хиљада совјетских војника, а рањено око 235 хиљада, изгубљено је око 1800 тенкова. Неке совјетске дивизије које су учествовале у операцији имале су запањујуће губитке од готово шездесет посто војника избачених из строја. Разлози неуспеху Операције Марс леже у чињеници да је немачка 9. армија била знатно боље припремљена и квалитетније вођена од 6. армије у Стаљинграду. Наиме, 9. армија била је добро укопана и утврђена, бокове су јој чувале немачке јединице док је генерал Модел располагао добро покретљивим снагама у резерви којим се спретно користио, пребацујући их на одсеке ратишта гдје је то било најпотребније. Тешки зимски услови и слаба видљивост умањили су учинак совјетске артиљеријске припреме док су тешко проходне мочваре и шумски терен онемогућавале кретање тенкова и почетни пробој пешадије. Совјетски неуспех посљедица је лоше координације пјешадије и артиљерије, недовољне ваздушне подршке као и неспособности совјетских команданата средњег ранга да до краја искористе погодну ситуацију.
Упркос пропасти Операције Марс, Жуковљева војничка репутација и даље је углавном остала нетакнута. У својим мемоарима, објављеним након рата, Жуков је мало спомињао ту операцију, назвавши је тек акцијом за одвраћање њемачке пажње од борби код Стаљинграда.
За разлику од Операције Марс, Операција Уран, односно совјетска офанзива код Стаљинграда представљала је потпуни успех, упркос чињеници да су за ту офанзиву биле осигуране мање снаге и да је имала секундарно значење у поређењу с првом. Успех код Стаљинграда је истовремено послужио Москви за одвраћање пажње са катастрофе код Ржева. Скроман резултат Операције Марс је као и већина совјетских пораза у Другом светском рату у совјетској историографији, био занемариван и тек су након распада Совјетског Савеза документи о тој бици постали доступни јавности.